# Herenni Modestí
Herenni Modestí (en llatí Herennius Modestinus) va ser un jurista romà deixeble d'Ulpià, del segle iii probablement originari de Dalmàcia.
Es creu que era nadiu de la província de Dalmàcia. El seu nom apareix esmentat per Ulpià i en una inscripció trobada a Roma. Probablement va viure en temps dels emperadors Caracal·la i Alexandre Sever i és possible que fos prefecte de Dalmàcia. Va ser també conseller (consiliaris) d'Alexandre Sever. Era el darrer gran jurista romà de l'època imperial i 345 cites seves apareixen a la compliació Digest. Va escriure en grec i llatí.
La seva obra Excusationes, (l'original era en grec) tenia sis llibres; Differentiae, deu llibres; Regulae, dinou llibres; Responsa, dotze llibres. Altres obres tenien menys llibres o eren de llibre únic: Pandectae, Poenae, De Enucleatis Casibus, De Eurematicis o Heurematicis, De Inofficioso Testamento, De Manumissionibus, De Praescriptionibus, De Ritu Nuptiarum, De Differentia Dotis, De Legatis et Fideicommissis, i De Testamentis. També s'esmenta Libri ad Quintium Mucium.